# Laguna Tromen
Tromen es una laguna ubicada en la ladera norte del volcán Tromen, dentro de los departamentos Chos Malal y Pehuenches en la provincia del Neuquén, Argentina.
Forma parte del Parque Provincial El Tromen que fue creado en el año 1971 por decreto provincial N.º 1954/71.
La localidad de Chos Malal se encuentra a 38 km y se accede por la ruta nacional N.º 40
Se encuentra a una altitud de 2100 m s. n. m. y posee una superficie es de 4,5 km cuadrados.
La laguna está poblada de aves, destacándose las máca, bandurrias, cisnes de cuello negro, garzas , flamencos, cauquénes, patos; se ha observado que además visitan la laguna aves migratorias de la tundra canadiense, como los pitotois, los playeritos, y el chorlito nadador.